# Серце океану

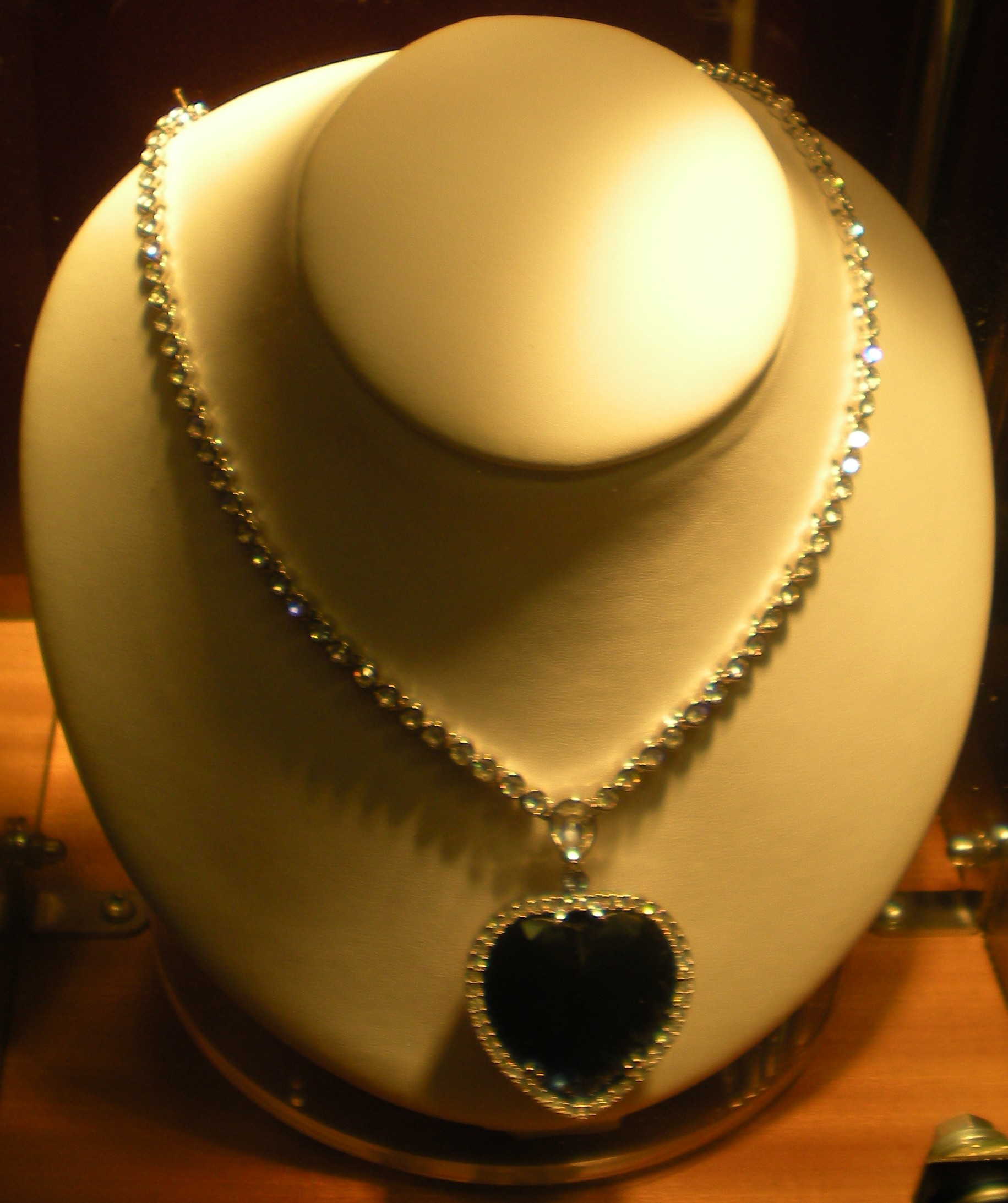
Діамантове кольє «Серце Океану»

Портрет оголеної Роуз із діамантом Серце Океану. Насправді намальований самим Джеймсом Камероном, саме його руку видно у фільмі.

«Серце океану» (також відоме як «Серце моря») — це ім'я вигаданого діаманта синього кольору, який з'явився на телеекранах в 1997 році у відомому всім фільмі «Титанік». За сюжетом, діамант спочатку належав Людвігу XVI після Французької революції і був вирізаний у формі серця. Каледон Хоклі (Біллі Зейн) є багатим сином сталевого магната в Пітсбурзі, який купує діамант для своєї нареченої Роуз (Кейт Вінслет).

## У фільмі
У фільмі мисливець за скарбами Блок Ловетт (Білл Пекстон) шукає кольє і вірить в те, що воно лежить у залишках королівського поштового корабля «Титанік». Його передчуття справджується, коли команда знаходить картину, намальовану 14 квітня 1912 року, в день, коли «Титанік» зіткнувся з айсбергом. На картині зображена гола жінка з кольє на шиї. Воно було зроблене у формі великого синього діаманта, що належав Людвику XVI. Невдовзі після його страти в 1793 році діамант зникає, перетворюючись у серцеподібне кольє під назвою «Серце Океану».
Історія «Серця Океану» є дуже схожою на історію діаманта Хоупа, хоча Людвик XIV носив його замість корони. Хоча у фільмі Ловет вказує на те, що діамант Хоупа коштує менше, ніж «Серце Океану».
Дівчина на картині Роуз Девітт Букатер (Глорія Стюарт у ролі літньої Роуз, і Кейт Вінслет в ролі 17-річної дівчини) зв'язується з Ловеттом і вирушає на його дослідницьке судно, де вона розповідає історію її поїздки. Жінка розкриває те, що дівчина на картині це вона, хоча її ім'я не Роуз Доусон Калверт. Саме наречений Роуз, Каледон Хоклі (Біллі Зейн), купив «Серце океану». Роуз одягнула кольє, і Джек Доусон (Леонардо Ді Капріо) малював її — ту саму картину, яку пізніше знайшов Ловетт. Погляд Роуз на її вояж змінюється з минулого часу на теперішній, оскільки вона знову переживає всі спогади. Коли Джек і Роуз повертаються до її номера люкс, вони втікають від слуги Каледона Спайсера Лавджона, який зустрічає їх після того, як вони залишають каюту. Спайсер, у гонитві за ними, схоплює Джека за руку і підкидає в його кишеню кольє, залишаючись непоміченим. Входячи в кімнату, вони бачать Каледона, який заявляє про крадіжку кольє. Після обшуку Джека, в його плащі знаходять діамант. Джек стверджує, що він позичив плащ для того, щоб пробратись до першого класу, але в його невинність ніхто не вірить, називаючи його злодієм. Перед тим як «Титанік» починає тонути, Каледон вкриває своїм верхнім одягом Роуз і забуває про те, що в його кишені був діамант. Після того як корабель потонув, плащ досі залишається на Роуз. Вона дізнається про нього перед прибуттям в Нью-Йорк. У кінці фільму Роуз іде на корму дослідницького корабля, розкриваючи у своїх долонях кольє, яке вона назавжди залишила в таємниці. Вона кидає кольє в воду на місці затонулого корабля.

## Альтернативне закінчення
Багато сцен, які показували б шалену цікавість Ловетта щодо місцезнаходження діаманта, під час розповіді Роуз було видалено. В одній із таких сцен, де Каледон усвідомлює, що діамант у плащі, який він віддав Роуз, він відсилає Ловджона за ним, обіцяючи діамант йому, якщо це йому вдасться. Після бійки з Джеком йому не вдається це зробити. В одному з можливих закінчень Ловетт і Лізі (Сьюзі Еміс), правнучка Роуз, помічають, як вона іде по кормі корабля. Вони бачать, як вона стає на поручень, і швидко біжать, щоб заспокоїти її. Вона показує їм діамант, махаючи ним над поручнем, погрожуючи кинути його у воду для того, щоб відсторонити їх від себе. Коли вони розпитують про те, як же вона зберігала кольє увесь цей час, Роуз відповідає, що їй неодноразово приходила в голову думка, щоб продати його, але вона хотіла жити сама без грошей Каледона. Вона дозволяє Ловетту потримати діамант у його долоні, що він хотів зробити, коли вперше почав шукати коштовний камінь, після чого Роуз викидає його за борт.

## Походження
В однойменному фільмі 1943 року синій діамант також відіграє важливу роль у романтичних стосунках. Початковий задум цього фільму був у крадіжці діаманта, що призвів до драматичного розриву стосунків.

## Оригінал і репродукції
Ювеліри майстерні «Оспрі&Гаррад» виточили цирконій у формі куба, вставленого в золото, щоб створити кольє в Едвардійському стилі, яке було використане в фільмі, як бутафорія. Коли в Галіфаксі знімали «Титанік», команда звернулась до ювелірного дому «ДжіЕф Робертс» для того, щоб замовити три схожих на «Серце океану» підвіски, щоб не загубити оригінал у морі. Нині оригінальне кольє перебуває в приватних архівах Джорджа Холмса, який здобув його від кіно компанії 20th Century Fox у 2009 році. Після успішного виходу фільму, британській ювелірній компанії «Оспрі&Гаррад» було доручено створити справжнє кольє «Серце океану», використовуючи оригінальний дизайн. Результатом став платиновий набір з 171-грамовим Цейлонським сапфіром у вигляді серця зі ста трьома діамантами навкруги. Кольє оцінили у 4 мільйони доларів і передали аукціону Соцзбі в Беверлі-Гіллз для благодійного аукціону від імені Меморіального фонду принцеси Уельської Діани і благочинної організації Південної Каліфорнії для підтримки у боротьбі проти СНІДу. Він був проданий анонімному клієнтові компанії «Оспрі» за 2,2 мільйона доларів за умови, що Селін Діон одягне його двічі на церемонію нагородження Американської академії кіномистецтва в 1998 році. Вона співала головну пісню фільму «Моє серце продовжуватиме битись». Жоден із витворів «Оспрі» не був створений для публічного огляду. Водночас ювелір Гаррі Вінстон зробив свій варіант діаманта, який мав вагу 15 каратів (3 г). Саме Глорія Стюарт (актриса, що зіграла роль літньої Роуз) одягла кольє на церемонію нагородження премії «Оскар» в 1998 році.
Після зйомки фільму стали доступні дешевші копії. В 1999 році після випуску фільму, копії випустила компанія «ДжейПітерман». Їхнє кольє складалося зі 137 австрійських кристалів і несправжньої знімної підвіски «синій діамант», загорнутий у презентаційну коробку темно синього кольору. Проте, такі екземпляри тепер недоступні в компанії «ДжейПітерман», але доступні інші копії прикраси з фільму, які можна придбати в інтернеті навіть за десять років після виходу фільму.

## У популярній культурі

### У фільмах
- У фільмі «Брюс Всемогутній»(2003), Брюс Нолан на борту корабля «Лелавала — діва туману» на Ніагарському водоспаді, запитує жінку, до якої він звертається по імені «мама Катерини Гепбурн»: "Скажіть, а чому ви жбурнули прикрасу з «Титаніка» «Синє серце океану» за поруччя?"
- У мультфільмі «Підводна братва» (2004) Дон Ліно жбурляє Сайком у картину Роуз, яку намалював Джек разом з її серцем океану(проте на картині Роуз більш одягнена, ніж роздягнена).

### У музиці й музичних кліпах
- У кліпі Брітні Спірс Oops!... I Did It Again астронавт передає Брітні кольє, яка відповідає зі словами: «Але я думала, що старенька жінка кинула його в кінці в океан?» На що астронавт відповідає: «Ну що ж, крихітко, я добрався туди і знайшов його для тебе».

### На телебаченні
- В одному з епізодів «Американського тата» «Чудесний Стівен», Роджер малює Хайлі в оголеному вигляді з «Серцем океану».
- В епізоді «Футурами»" «Незабутній політ» була присутня пародія на книгу «Титанік», перейменовану на «Незабутня ніч».
- В епізоді «Сімпсонів» «Старик і трієчник» є пародія сцени, яка проходить на яхті, де Смізерс малює містера Бернза в оголеному вигляді з намистом, так само як Джек намалював Роуз.

### У комп'ютерних іграх
- У грі Dota 2 існує предмет, який надає додаткову регенерацію здоров'я і мани, коли гравець знаходиться на воді.
- У грі Minecraft «Серце океану» можна знайти на дні серед уламків корабля.